# Padmé Amidala
Padmé Amidala er en person i Star Wars-universet. I filmene spilles hun af Natalie Portman.
Hun er født Padmé Naberrie, men da hun i en alder af 14 bliver valgt til dronning af planeten Naboo, får hun automatisk navnet Amidala, som er det formelle navn på den royale leder af Naboo. Efter hendes regentperiode udløber, bliver hun senator på Coruscant. Hun bliver udsat for et mordforsøg i Star Wars Episode II: Klonernes angreb. Hun gifter sig med Anakin Skywalker, og sammen får de tvillingerne Luke og Leia (Organa).